# Christian Damsgaard (skuespiller)
 For alternative betydninger, se Christian Damsgaard. (Se også artikler, som begynder med Christian Damsgaard)
Christian Damsgaard (født 5. februar 1968 i Danmark) er en dansk skuespiller, revyforfatter og tegnefilmsdubber.

## Tidlige karriere
Damsgaard blev uddannet fra Skuespillerskolen ved Aarhus Teater i 1993, og optrådte derefter i teaterstykker og revyer landet over. Han kom ind i tv-branchen da han sammen med Timm Vladimir og Gordon Kennedy medvirkede i komedieserien Vladimir og Kennedy fra 1997. Han optrådte senere hen i serier som Olsen-bandens første kup, hvor han spillede den unge udgave af vicebetjenten Holm, og den eksperimenterende Mit liv som Bent, hvor han spillede ond nabo overfor hovedrollen spillet af Henrik Lykkegaard.

## Bamse
Efter medvirken i serier som Kongeriget, Hotellet og Jul i hjemmeværnet blev Christian i 2000 engageret af DR's børneprogram til at medvirke i nye afsnit af Bamses Billedbog, hvor han spillede hovedrollen som den store dukke Bamse, en rolle som han delte sammen med skuespilleren Henrik Lykkegaard. De var henholdsvis den 4. og 5. skuespiller, der havde været inde i dukken siden karakteren første gang optrådte i 1982.

## Improvisation og Gu'skelov du kom
Damsgaard optrådte som improvisationsskuespiller i 2004 som en del af impro-comedy teatergruppen Alt på et Bræt, hvor han var sammen med skuespillerne Sigurd Emil Roldborg, Kristian Holm Joensen og Dan Schlosser. I september til november 2006 medvirkede han i underholdningsprogrammet Gu' Ske Lov Du Kom. Konceptet var hentet fra det australske Thank God You’re Here og gik ud på at fire deltagere hver især fik et kostume på og blev sat ind i en scene sammen med Damsgaard og andre skuespillere, hvor de så skulle så improvisere sig igennem scenen til dommerne sagde stop. Programmet blev filmet påGladsaxe Ny Teater og Damsgaard fik spillet roller som for eksempel Robin Hood, cowboy, superhelt, cirkusdirektør, og breakdancerbrudgom. Han fik samtidig spillet sammen med kendte personligheder som Simon Jul Jørgensen, Thure Lindhardt, Iben Hjejle, Therese Glahn, Henrik Koefoed, Farshad Kholghi, Jan Gintberg og Rune Klan.

## Mandtra
Fra 2005 til 2006 lavede Damsgaard i samarbejde med hjemmesiden podhead.dk podcastprogrammet Mandtra, hvor han selv var vært. Programmet rummede komiske indslag og havde hver gang besøg af en gæst heriblandt hans tidligere arbejdskollega Gordon Kennedy, skuespilleren Søren Hauch-Fausbøll og businessmanden Tim Frank Andersen. Podcastet indeholdt desuden alt, hvad mænd hævdes at drømme om, såsom om whiskybar, Playstation, hjemmebiograf og meget andet.

## Dubbing
Damsgaards har dubbet adskillige tegnefilm og har sammen med Lars Thiesgaard været blandt de mest anvendte voice-overs i Danmark. Damsgaard har også lagt stemme til reklamer og flere computerspil.

## Roller
Nedenstående er et udvalg af roller fra Christian Damsgaards karriere som skuespiller.

### Tv-serier
| År        | Titel                    | Rolle                 | Andre notater |
| 1997      | Vladimir og Kennedy      | Adskillige roller     |               |
| 1999      | Olsen-bandens første kup | Politibetjent Holm    |               |
| 2000      | Kongeriet                | Finsk instruktør      |               |
| 2000      | Bamses Billedbog         | Bamse                 |               |
| 2001      | Mit liv som Bent         | Diller Rella Jensen   |               |
| 2001      | Hotellet                 | Mogens Dahl           |               |
| 2001      | Jul i hjemmeværnet       | Vagt                  |               |
| 2000-2003 | X-Men׃ Evolution         | Wolverine             |               |
| 2006      | Gu' Ske Lov Du Kom       | Diverse roller        |               |
| 2005-2008 | Robotboy                 | Kurt & Bjorn Björnson |               |
| 2007      | The Simpsons Movie       | Ned Flanders          |               |
| 2012      | Den lille prins          | Øvrig Medvirkende     |               |
| 2016      | Freaktown                | Chad                  |               |

### Film
| År   | Titel                                   | Rolle          | Andre notater |
| 2007 | De unge år: Erik Nietzsche sagaen del 1 | Hans, Talsmand |               |

### Tegnefilm
| År   | Titel                                          | Rolle                    | Andre notater |
| 1998 | Prinsen af Egypten                             | Ramses                   |               |
| 2001 | Atlantis - Det Forsvundne Rige                 | Milo Thatch              |               |
| 2000 | Buzz Lightyear Star Command Eventyret Begynder | XR                       |               |
| 2001 | Frikvarter Kampen om Sommerferien              | Fenwick                  |               |
| 2004 | De frygtløse - The Muuhvie                     | Larry - Wesley           |               |
| 2006 | Peter Pedal                                    |                          |               |
| 2008 | Kung Fu Panda                                  | Trane                    |               |
| 2010 | Megamind                                       | Følgesvend               |               |
| 2011 | Kung Fu Panda 2                                | Trane                    |               |
| 2013 | Skovens Hemmelige Rige                         | Bomba                    |               |
| 2014 | Det Store Nøddekup                             | Vilfred                  |               |
| 2015 | Monster High Kun For Spøgelser                 | Johnny Spirit og Fremtid |               |
| 2015 | Hjem                                           | Kaptajn Smek             |               |
| 2016 | Kung Fu Panda 3                                | Trane                    |               |
| 2018 | Junglebanden                                   |                          |               |
| 2020 | Bølle på eventyr                               |                          |               |

### Spil
| År   | Titel                      | Rolle      | Andre notater |
| 2004 | Sly 2 Band of Thieves      | Sly Cooper | PS2           |
| 2005 | Sly 3 Honor Among Thieves  | Sly Cooper | PS2           |
| 2013 | Sly Cooper Thieves In Time | Sly Cooper | PS3/PsVita    |

### Teater
| År   | Titel                | Rolle  | Andre notater |
| 2004 | Krig                 |        |               |
| 2005 | Plys og Papegøjer    |        |               |
| 2006 | Den adelsgale borger |        |               |
| 2007 | Otto er et næsehorn  | Topper |               |